# Ceionii
La gens Ceionia était une famille sénatoriale romaine de l'époque impériale. Le premier membre de la gens à obtenir le consulat fut Lucius Ceionius Commodus en 78 apr. J.-C. L'ascension de cette famille culmine avec l'élévation de l'empereur Lucius Verus, né Lucius Ceionius Commodus, en 161 apr. J.-C..

## Origine
Les Ceionii étaient probablement d'origine étrusque. Leur nomen ressemble à d'autres noms étrusques, et la famille n'apparaît pas dans l'histoire avant le premier siècle. L'historien Aelius Spartianus a écrit qu'ils venaient d'Étrurie, ou peut-être de la ville de Faventia, elle-même d'origine étrusque,.
La branche la plus illustre des Ceionii portait le cognomen Commodus, signifiant « amical, obligeant » ou « agréable ». L'agnomen Verus, signifiant « vrai », était porté par certains membres de cette famille. De nombreux autres noms de famille existent, dont certains étaient des cognomina ordinaires, comme Rufus, signifiant « rouge » ou « rougeâtre », ou Bassus, « gros »,. Cependant, comme pour de nombreuses familles de l'époque impériale, de nombreux noms de famille ont été acquis auprès d'autres familles auxquelles les Ceionii étaient apparentés ou politiquement liés.

## Membres

### Ceionii Commodi
Les Ceionii Commodi sont originaires de Bononia, en Étrurie.
- Lucius Ceionius Commodus, (v.40 - ap.82), consul en 78[4];
  - Lucius Ceionius Commodus, (v.73 - ap.106), consul en 106[b 1];
    - Lucius Aelius Caesar, (v.103 - 1/1/138), consul en 136, fils adoptif d'Hadrien;
      - Imp. Caesar Lucius Aurelius Verus Aug., (130 - 169), empereur romain en 161[5],[b 2];
        - Aurelia, (165 - ap.182), épouse Claudius Pompeianus Quintianus;

      - Ceionia Plautia, (v.130 - ?), épouse de Quintus Servilius Pudens;
      - Ceionia Fabia, (v.130 - ?), épouse de Plautius Quintillus;

    - (Marcus Ceionius) Commodus, (v.105 - ?);
      - ? Marcus Ceionius Silvanus, (v.125 - ap.156), consul en 156;
        - ? (Marcus Ceionius), (v.150 - ?)
          - ? (Marcus Ceionius), (v.180 - ?)
            - ? (Marcus Ceionius), (v.210 - ?)
              - ? Marcus Ceionius Varus, (v.230 - ap.271), Préfet de Rome en 271, voir plus bas les Caeionii ;

            - ? (Ceionia), (v.215 - ?), épouse de Marcus Ulpius Pupienius Maximus;

### Caeionii
Les Caeionii sont une famille de l'aristocratie romaine du IVe siècle au VIe siècle, la forme de leur nom, Caeionius, est probablement une forme dérivée de Ceionius.
- ? Marcus Ceionius Varus, (v.230 - ap.271), Préfet de Rome en 271;
  - ? Marcus Ceionius Proculus, (v.255 - ap.289), consul en 289;
    - ? (Ceionia), (v.280 - ?), épouse un (Pincius);
    - ? Marcus Ceionius Julianus Camenius, (v.285 - ap.334), préfet de Rome en 333;
      - ? Caeionius Italicus, (v.310 - ap.343), consulaire de Numendium;
      - ? Publilius Caeionius Iulianus, (v.315 - ap.355), corrector de Tusculum-Ombrie vers 355[b 3];
        - Tarracius Bassus, (v.340 - ap.376), préfet de Rome en 375;
        - Alfenius Caeionius Iulianus Camenius, (v.343 - 385), vicarius d'Afrique en 381[b 4];
          - Caeionius Camerinus;
          - Caeionia Fusciana;

    - ? Caeionius Apronianus, (v.290 - ap.313/6), patron de Cillium;

  - ? Caius Caieonius Rufius Volusianus, (v.255 - ap.321), triple consulaire;
    - Caieonius Rufius Albinus, (v.290 - ap.339), consul en 335, Préfet de Rome;
      - ? Caius Ceionius Rufius Volusianus Lampadius, (v.315 - 371/402), Préfet de Rome en 365[b 5];
        - Ceionius Rufius Albinus, (v.340 - ap.391), Préfet de Rome en 389;
          - Ceionia Albina, (v. 370 - v. 431), épouse de Valerius Poblicola;
          - Rufius Antonius Agrypnius Volusianus, (370 - 6/1/437), préfet de Rome, préfet du prétoire d'Italie[b 6];
            - Volusiana, (415 - ?), épouse de Pétrone Maxime;

  - ? Caieonia Marina, (v.260 - ?), épouse de Crepereius Amantius;

Selon l'Histoire Auguste, ouvrage pseudo-historique de la fin du IVe siècle, l'empereur Clodius Albinus serait apparenté aux Ceionii Albini, ces liens de parenté sont aujourd'hui considérés comme fictifs. L'historien Ronald Syme à montrer que tout ses individus sont ignorer par toutes les autres sources, littéraires comme épigraphiques, que nous possédons. L'auteur de l'Histoire Auguste s'est amusée à inventer des personnages historiques qui portent des noms de véritables aristocrates romains de la fin du IVe siècle, époque de rédaction de l'Histoire Auguste.
- Ceionius Postumus, père de l'empereur Clodius Albinus selon l'Histoire Auguste[a 2], invention de l'auteur de l'Histoire Auguste. [7]
- Ceionius Postumianus, un parent de l'empereur Albinus, qui l'a aidé à attirer l'attention des Antonins[a 3], invention de l'auteur de l'Histoire Auguste. [7]
- Ceionius Albinus, homme distingué, probablement parent de l'empereur Albinus, mis à mort par Septime Sévère[a 4], invention de l'auteur de l'Histoire Auguste. [7]

### Autres
- Ceionius, praefectus castrorum de Varus, se suicida après le désastre de la forêt de Teutoburg, en 9[a 5].
- Marcia Aurelia Ceionia Demetrias, (v.160 - 193), affranchie de Lucius Verus et maîtresse de l'empereur Commode, dans la chute duquel elle joua un rôle de premier plan ; elle fut ensuite mise à mort par Didius Julianus[a 6],[a 7],[a 8].
- Lucius Ceionius Alienus, (v.180 - ap.220), procurateur d'Auguste, praefectus en Sardaigne[b 7].
- Ceionius Albinus, praefectus urbi sous l'empereur Valérien ; son nom complet était peut-être Marcus Nummius Ceionius Annius Albinus. Un Nummius Albinus était praefectus urbi en 256 apr. J.-C.[a 9],[b 8].
- Ceionius Virius Bassus, consul en 271, et ami de l'empereur Aurélien, à qui il écrivit une lettre concernant la destruction de Palmyre[a 10], ce personnage et cette lettre sont probablement une des nombreuses inventions de l'auteur de l'Histoire Auguste.